# Alexeter albicoxis
Alexeter albicoxis là một loài tò vò trong họ Ichneumonidae.